# Hjartøy
Hjartøy (norwegisch für Herz-Insel) ist eine Insel vor der Prinz-Harald-Küste des ostantarktischen Königin-Maud-Lands. Sie liegt 3 km westlich der Hügelgruppe Skallen im östlichen Teil der Lützow-Holm-Bucht.
Norwegische Kartografen, die sie auch deskriptiv nach ihrer Form benannten, kartierten sie anhand von Luftaufnahmen der Lars-Christensen-Expedition 1936/37.